# Cryptotis goldmani
Cryptotis goldmani, o musaraña de Goldman, es una especie de musaraña de la familia soricidae.

## Distribución geográfica
Se encuentran en el sur de México.